# Spring Spring Spring
『Spring Spring Spring』（スプリング スプリング スプリング）は、2017年3月8日にベリーグッドマン初のコンセプトアルバムとしてユニバーサルミュージックより発売されたミニアルバム。[限定盤]と[通常盤]の2種類発売。品番は[限定盤]UPCH-7238、[通常盤]UPCH-2114。

## 概要
- 「春」をテーマに「出会いと別れ」の季節に、家族・恋人・友達など誰しもの中にある「身近な存在」の大切さを改めて感じさせてくれる内容で制作された初のコンセプトアルバム[1]。
- 新たな挑戦のコンセプトアルバムということでタイトルはインディーズから続いている「SING SING SING」シリーズではなく1年前のメジャーデビューをした時期である春にリリースするという事もあり『Spring Spring Spring』となる[2]。
- オリコンチャートは最高順位38位、登場回数5週を獲得[3]。
- 2017年2月1日にLINE MUSICで独占先行配信されたTBS系『恋んトス Season5』の主題歌「はじまりの恋」を収録[4][5]。
- 限定版のジャケットには『恋んトス Season5』で出演したメンバーが起用される。
- 「はじまりの恋」のミュージックビデオは『恋んトス Season5』のロケ地である沖縄県BEACH ROCK VILLAGEで撮影を行い、出演メンバーも参加した[5]。また恋の島とも言われる古宇利島でも撮影された[5]。
- 限定版は「ベリー・アコースティック・ライブ Vol.1」としてアルバム『SING SING SING 4』より4曲を演奏した映像が収録されたDVD付き[6]。
- 「さくら」はすべての学生に向けた卒業ソングを作ろうとメンバー同士のそんな話からスタートした曲[7]。またRoverとHiDEXは中学時代にMOCAは高校時代にそれぞれ友人を亡くしており2番の歌詞『桜の木の幹に〜同じ空の下で』は彼らに贈る歌詞[8]。
- 「さくら」のミュージックビデオの撮影は2014年に廃校となったメンバーHiDEXの母校大阪市立立葉小学校で行われた[9]。「小学校6年生になり授業の一環で自由時間があって体育館で遊んでいた事を思い出しました。今でも小学校の時の夢をみたりするけど夢では家が並んでいるのに、実際は団地に変わっていたり、グラウンドの遊具がボロボロになっているのを見て時間が過ぎている事を実感しました」とコメントした[9]。
- 「おかん〜yet〜」はメジャーデビューシングル「ありがとう〜旅立ちの声〜」でRoverの亡き父の手紙を元に作った感謝の曲から1年、今度はメンバーそれぞれの母親に感謝を伝えようと思って作った曲[7]。Roverの母親は「優子(ゆうこ)」HiDEXは「英美(ひでみ)」MOCAは「玉子(たまこ)」それぞれの母親の名前の頭文字をとって、「yet」という英語で「まだ〜」という意味の単語にした[7]。
- 「エキスパンダー」はSpringを春ではなくバネと訳して作られたパロディ曲。
- 『Sing Sing Sing3』に収録されている「ライトスタンド」が大阪桐蔭高等学校吹奏楽部とコラボし、ミュージックビデオも公開された[10]。
- 「My Baby」は1歳になったMOCAの息子へ向けた曲。

## 収録曲
| #         | タイトル                                          | 作詞             | 作曲             | 編曲         | 時間  |
| --------- | ------------------------------------------------- | ---------------- | ---------------- | ------------ | ----- |
| 1.        | 「イントロ」                                      |                  |                  |              | 0:39  |
| 2.        | 「はじまりの恋」                                  | ベリーグッドマン | ベリーグッドマン | HiDEX        | 3:51  |
| 3.        | 「さくら」                                        | ベリーグッドマン | ベリーグッドマン | HiDEX        | 4:44  |
| 4.        | 「おかん〜yet〜」                                 | ベリーグッドマン | ベリーグッドマン | HiDEX        | 4:24  |
| 5.        | 「エキスパンダー」                                | ベリーグッドマン | ベリーグッドマン | HiDEX        | 3:11  |
| 6.        | 「ライトスタンド feat. 大阪桐蔭高等学校吹奏楽部」 | ベリーグッドマン | ベリーグッドマン | Show Aratame | 5:30  |
| 7.        | 「My Baby」                                       | ベリーグッドマン | ベリーグッドマン | HiDEX        | 4:42  |
| 合計時間: | 合計時間:                                         | 合計時間:        | 合計時間:        | 合計時間:    | 27:01 |

限定版DVD
| ベリー・アコースティック・ライブ Vol.1 |                              |      |            |
| #                                      | タイトル                     | 作詞 | 作曲・編曲 |
| 1.                                     | 「Eye to Eye」               |      |            |
| 2.                                     | 「ありがとう〜旅立ちの声〜」 |      |            |
| 3.                                     | 「君に恋をしています」       |      |            |
| 4.                                     | 「ライオン」                 |      |            |

## タイアップ
- はじまりの恋
  - TBS系『恋んトス Season5』主題歌
- さくら
  - 日本テレビ系「バズリズム」POWER PLAY
  - MBS「ENT」2017年3月度エンディングテーマ
  - FM三重「EVENING COASTER」2017年4月エンディングテーマ

## プロ野球選手登場曲一覧
- おかん〜yet〜
  - 読売ジャイアンツ - 山川和大（2016年 - 2018年）
  - 中日ドラゴンズ - 杉山翔大（2017年 - ）
  - 千葉ロッテマリーンズ - 中村稔弥（2019年 - 2020年）
  - 北海道日本ハムファイターズ - 石川亮（2020年 - 2021年）
  - 読売ジャイアンツ - 木下幹也（2022年 - ）